# Aigasvivas (Aude)
Aigas Vivas és un municipi francès de la regió d'Occitània, al departament de l'Aude

## Geografia

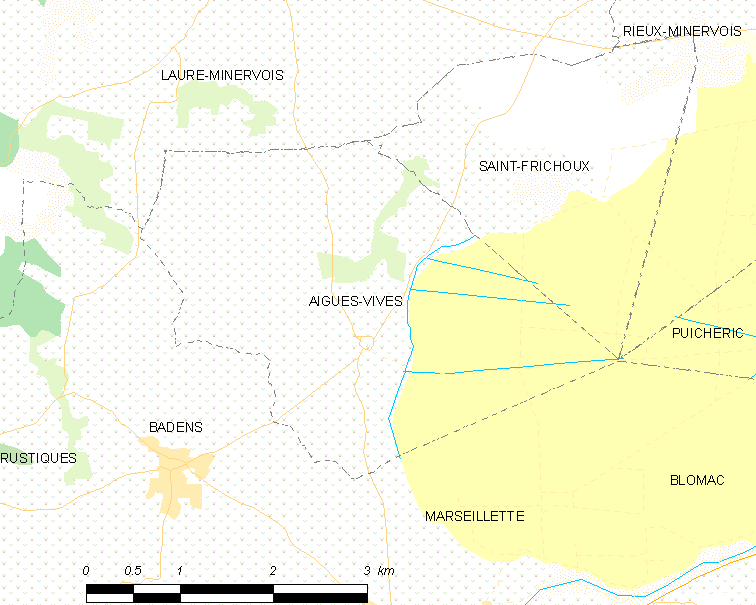
Mapa de la comuna de Aigas Vivas

## Demografia

Població 1962-2008